# Silla tulip

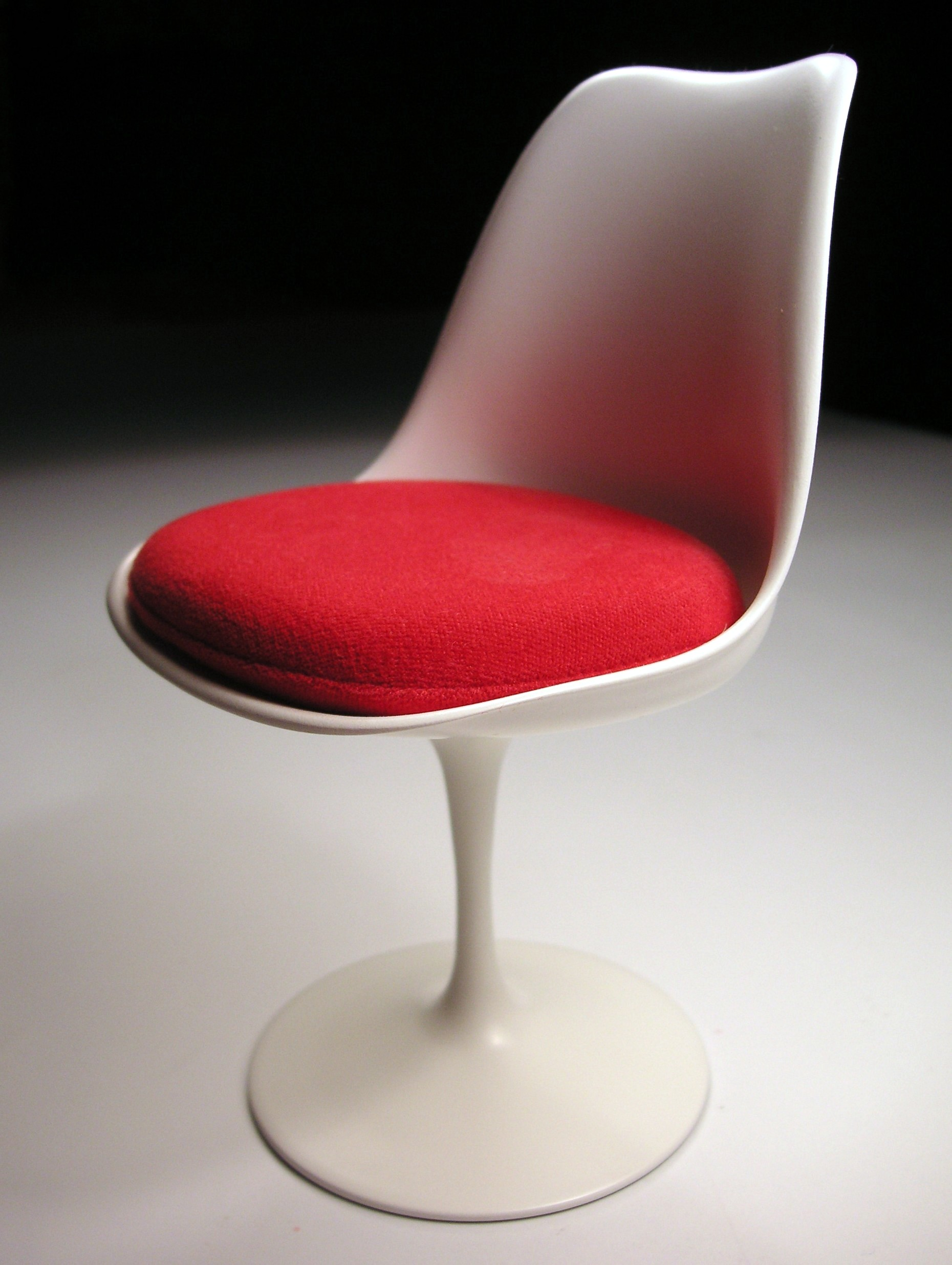
Silla Tulip

La silla Tulip fue diseñada por Eero Saarinen en 1955 y 1956  para la empresa Knoll de la ciudad de Nueva York.  Inicialmente, los diseños se denominaron "Grupo Pedestal" antes de que Saarinen y Knoll se decidieran por la "silla Tulip", que sonaba de una manera más orgánica para reflejar su inspiración en la naturaleza.  Fue diseñada principalmente como una silla a juego con la mesa de comedor complementaria. La silla tiene las líneas suaves características del modernismo y fue experimental con materiales para su época. La silla se considera un ejemplo clásico de diseño industrial.
La silla a menudo se considera de la "Era espacial" por su uso futurista de curvas y materiales artificiales.

## Diseño y construcción
Saarinen dijo: "El soporte de sillas y mesas en un interior típico crea un mundo feo, confuso e inquietante. Quería limpiar ese tugurio de patas. Quería que la silla volviera a ser una sola cosa". 
Saarinen esperaba producir la silla como una unidad de una sola pieza hecha enteramente de fibra de vidrio, pero este material no era capaz de soportar la base y los prototipos eran propensos a romperse. Como resultado, la base de la silla tulip es de aluminio fundido con un acabado recubierto de poliamida a juego con la carcasa superior, dando la apariencia de una sola unidad. La carcasa superior es de fibra de vidrio moldeada, con un acabado reforzado con plástico.  El cojín tapizado de espuma es removible con cierre de velcro.
A Saarinen se le concedió la patente de la silla Tulip en 1960. 

## Premios
- Premio Museo del Arte Moderno, 1969 [2]
- Premio Federal de Diseño Industrial, 1969 [2]
- Premio del Centro de Diseño de Stuttgart, 1962 [2]

## Proyecto Cybersyn
En 1971 se utilizó una forma modificada de la silla Tulip en el diseño del Proyecto Cybersyn.